# Helen Wills
Pour les articles homonymes, voir Moody et Wills.
Helen Newington Wills (6 octobre 1905 à Centerville, Californie – 1er janvier 1998 à Carmel, Californie) est une joueuse de tennis américaine des années 1920 et 1930. Après son mariage en 1929 avec Frederick Moody, elle joue également sous le nom Helen Wills Moody.
Elle a remporté vingt titres majeurs en simple dames, dont dix-neuf titres du Grand Chelem et un titre olympique. En double dames et double mixte, Wills a remporté dix titres du Grand Chelem ainsi que la médaille d'or olympique aux JO de Paris en 1924.
De même que Suzanne Lenglen (qui l'a battue de justesse, pour leur unique rencontre, dans un match d'anthologie disputé à Cannes en 1926) quelques années plus tôt, elle est considérée comme l'une des plus grandes joueuses de tous les temps .
Elle est membre du International Tennis Hall of Fame depuis 1959 .

## Biographie
Dans les années 1920 et 1930, Helen Wills réside à Berkeley en Californie où elle étudie le dessin et la peinture à l'université. Elle rédige également des articles sur le sport pour des journaux new-yorkais.

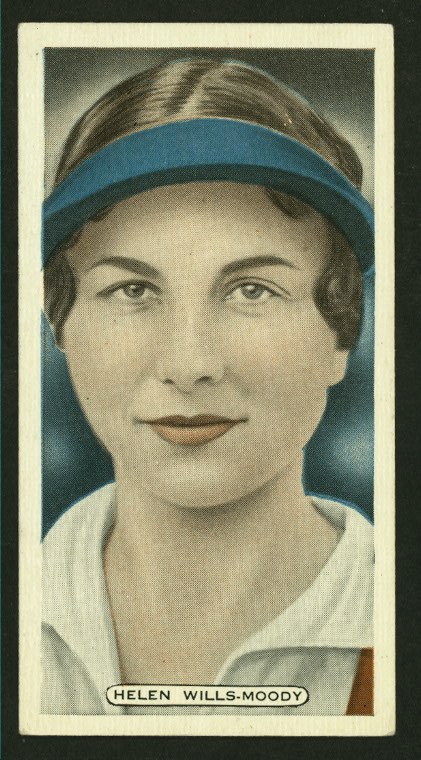
Helen Wills Moody (c. 1930)

Elle joue en tant qu'Helen Wills jusqu'à son mariage en décembre 1929 avec Frederick Moody, à la suite duquel elle devient Helen Wills Moody. Elle divorce de Moody en 1937 ; en octobre 1939, elle épouse Aidan Roark.
Restée quasi-invaincue pendant toute sa carrière, son palmarès compte quelque 31 titres du Grand Chelem, dont 19 en simple. Fait marquant : entre juin 1927 et juin 1933, elle a remporté consécutivement les 14 tournois du Grand Chelem auxquels elle a participé, n'ayant jamais pris part aux Internationaux d'Australie et ayant manqué trois Roland-Garros, un Wimbledon et deux Internationaux des États-Unis sur cette période.
Elle a gagné huit fois Wimbledon (seulement dépassée d'un succès par Martina Navrátilová) et à sept reprises les Internationaux des États-Unis (restant à ce jour la deuxième joueuse la plus titrée derrière Molla Bjurstedt Mallory).
Elle a également remporté trois Roland-Garros consécutifs (1928-1930), performance seulement égalée par Hilde Krahwinkel Sperling (1935-1937), Monica Seles (1990-1992)  Justine Henin (2005-2007) et Iga Swiatek (2022-2024). Elle gagnera une quatrième fois en 1932.
Helen Wills a enfin décroché deux médailles d'or aux Jeux olympiques de Paris en 1924, en simple et en double dames.
En 1926, elle se fait opérer de l'appendicite à l'hôpital américain de Paris lors de son séjour en France et doit se désengager de nombreux tournois. Elle reste ensuite cinq mois en convalescence aux États-Unis. Lors de son retour en 1927, elle remporte le tournoi de Wimbledon.
Elle a lancé dans les années 1920 la mode de la visière, comme Suzanne Lenglen l'avait fait avec le bandeau de tulle. Elles étaient toutes deux habillée sur les courts comme à la ville, par Jean Patou et servaient la publicité du couturier.
En 1933, pour la première bataille des sexes de l'histoire, Helen Wills affronte en match d'exhibition Phil Neer, alors huitième meilleur joueur américain, qu'elle domine sur le score de 6–3, 6–4 ,.

## Palmarès (partiel)

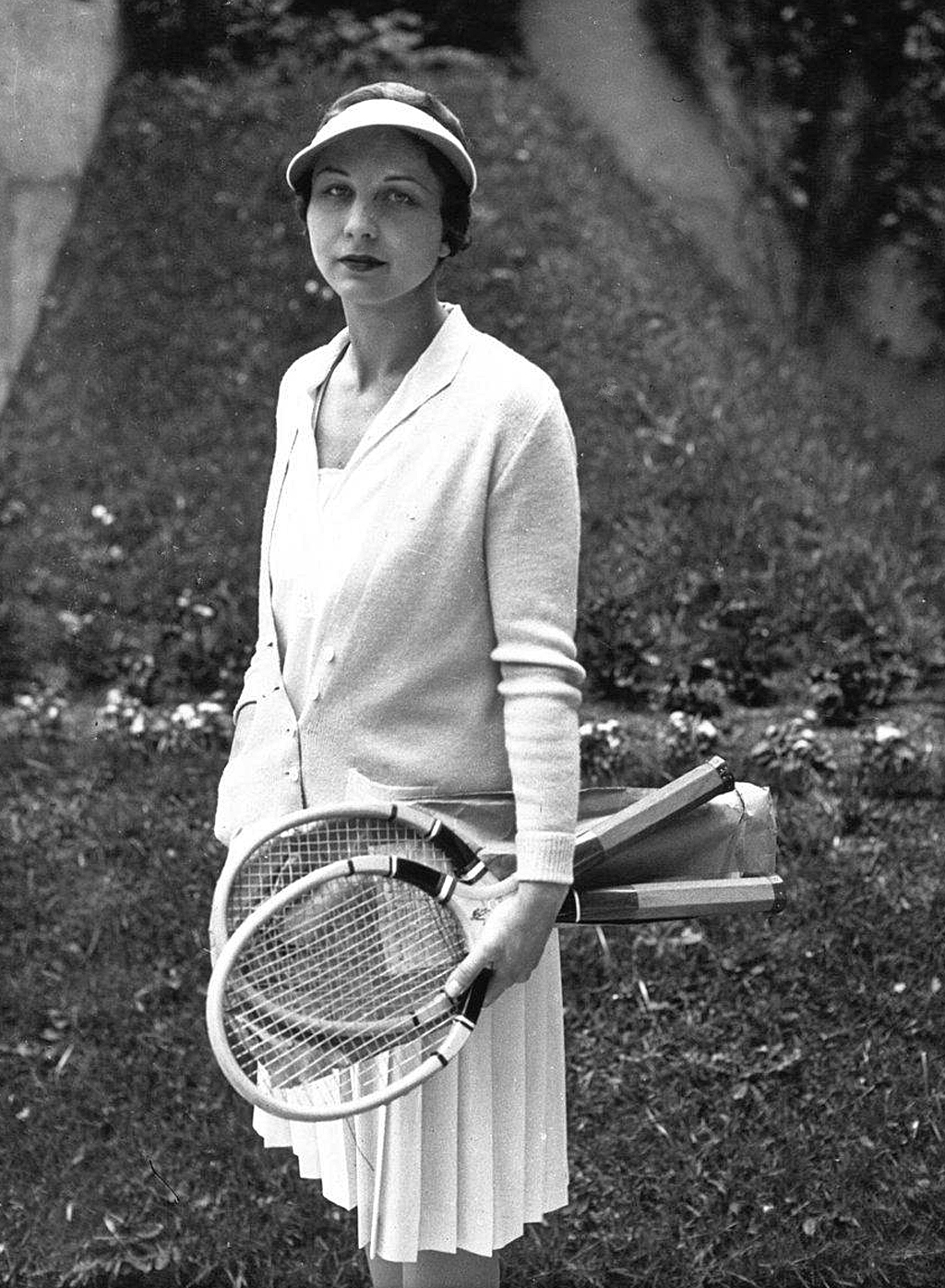
Helen Wills.

## Parcours en Grand Chelem (partiel)
Si l’expression « Grand Chelem » désigne classiquement les quatre tournois les plus importants de l’histoire du tennis, elle n'est utilisée pour la première fois qu'en 1933, et n'acquiert la plénitude de son sens que peu à peu à partir des années 1950.